# Амае Кішічіро
Ама́е Кішічіро́ (яп. 天江喜七郎, あまえきしちろう, МФА: [ama.e kʲi̥ɕit͡ɕi̥ɾoː]; 1943, Японська імперія) — японський дипломат. Надзвичайний і Повноважний Посол Японії.

## Біографія
Народився у 1943 році. У 1967 році закінчив Університет Хітоцубасі.
З 1982 по 1984 — начальник відділу іноземної преси Управління культурних зв'язків та зв'язків з громадськістю МЗС Японії;
З 1984 по 1985 — начальник відділу міжнародної преси Секретаріату міністра закордонних прав Японії;
З 1985 по 1987 — начальник відділу ООН Управління ООН МЗС Японії;
З 1987 по 1990 — радник Посольства Японії в Республіці Корея;
З 1990 по 1994 — радник Посольства Японії в СРСР, Радник-Посланник Посольства Японії в Російській Федерації;
З 1994 по 1995 — заступник Генерального директора з питань преси та зв'язків з громадськістю Секретаріату Міністра закор-
донних справ Японії;
З 1995 по 1998 — Генеральний консул Японії в Гонолулу, США;
З 1998 по 2000 — Генеральний директор Управління країн Близького й Середнього Сходу та Африки;
З 2000 по 2002 — Надзвичайний і Повноважний Посол Японії в Сирійській Арабській Республіці;
З 20 вересня 2002 року до 30 вересня 2005 року — Надзвичайний і Повноважний Посол Японії в Україні. Перебував на посаді в Україні з 29 жовтня 2002 року до 9 листопада 2005 року.